# Nora (App)
nora ist eine von den deutschen Bundesländern zur Verfügung gestellte App für Smartphones, durch die Notrufe abgesetzt werden können. Sie ermöglicht insbesondere Personen mit Sprach- oder Hörbehinderung einen barrierefreien Zugang, kann aber von allen Menschen in Deutschland als Zusatzoption neben dem telefonischen Notruf genutzt werden.

## Konzept
Über die App kann jeder in Notfällen Kontakt mit Polizei, Feuerwehr oder dem Rettungsdienst aufnehmen.
Dabei ist auch die Kommunikation via Chat mit der jeweiligen Einsatzzentrale möglich. Eine weitere Funktion ist ein „stiller Notruf“, der in Situationen verwendet werden kann, in denen der Notruf unbemerkt bleiben soll.
Bei der Installation der App ist verpflichtend, die Telefonnummer und den Namen anzugeben. Aufgrund wiederholten Missbrauchs muss die Anmeldung zudem per SMS-Code bestätigt und das Postident-Verfahren zur persönlichen Identifizierung durchlaufen werden. Weitere Angaben wie Alter oder Vorerkrankungen können freiwillig hinterlegt werden.
Damit die Anwender die App im Notfall richtig nutzen können, verfügt sie zudem über einen Demo-Modus zum Ausprobieren.

## Andere Katastrophenschutz-Apps
- Katwarn
- Warn-App NINA